# John O'Shea
John Francis O'Shea, irski nogometaš in trener, * 30. april 1981, Waterford, Irska.

## Življenjepis
John je v vrste Manchester Uniteda vstopil po končani osnovni šoli v domačem Waterfordu]] in pri 17. letih podpisal svojo prvo pogodbo s tem klubom. Prvič je v prvi ligi za klub nastopil leta 1999 na tekmi proti Aston Vili. Že naslednjo sezono ga je klub posodil Bournemouthu, leta 2001 pa klubu Royal Antwerp F.C., kjer je igral eno sezono in nastopil na 14 tekmah.
Po vrnitvi v matični klub se je v sezoni 2002/03 uspel uvrstiti v prvo enajsterico, iz katere ga je v sezoni 2003/04 izrinil Gabriel Ivan Heinze. Po njegovem odhodu iz kluba pa se je O'Shea vrnil v prvo postavo kluba. 
Za reprezentanco Irske je prvič nastopil 15. avgusta 2001 na tekmi proti Hrvaški, ko je vstopil v 84. minuti tekme. V reprezentanci je danes stalni član prve enajsterice.
O'Shea je na eni od tekem nastopil tudi na mestu napadalca, ko je zamenjal Wayna Rooneya in takrat tudi zadel. Na tekmi proti Tottenhamu 4. februarja 2007 pa je v vratih celo zamenjal poškodovanega vratarja Edwina van der Sarja in ubranil strel reprezentančnega kolega Robbieja Keana. Tako je O'Shea eden redkih igralcev, ki je igral že na vseh igralnih mestih v ekipi.